# Protetorado de Tonquim
Tonquim (chữ Hán: 東京) ou Bắc Kỳ (北圻), foi um protetorado francês que abrangeu o atual Norte do Vietnã de 1883 a 1949. Assim como o Protetorado Francês de Aname, Tonquim ainda era nominalmente governado pela dinastia vietnamita Nguyễn. Em 1886, os franceses separaram Tonquim da corte imperial Nguyễn em Huế, estabelecendo o cargo de "vice-rei" (經略衙, Kinh lược nha). No entanto, em 26 de julho de 1897, o cargo de vice-rei foi abolido, tornando oficialmente o residente-superior francês de Tonquim o representante da administração colonial francesa e da corte da dinastia Nguyễn em Huế, dando-lhe o poder de nomear mandarins locais. Em 1887, Tonquim tornou-se parte da União da Indochina.
Em 1945, o imperador Bảo Đại rescindiu o Tratado de Patenôtre, pondo fim aos protetorados franceses sobre Aname e Tonquim, criando o Império do Vietnã, um estado fantoche japonês. Após a rendição do Japão, encerrando a Segunda Guerra Mundial, o Việt Minh lançou a Revolução de Agosto, que levou à abolição da dinastia Nguyễn e à Proclamação da Independência da República Democrática do Vietnã.
Tonquim foi brevemente ocupada pelo Exército Nacional Chinês antes de ser devolvida à França. Depois de eliminar praticamente todas as oposições nacionalistas, o Việt Minh, liderado pelos comunistas, entrou em confronto com os franceses pelo controlo do território. Em 27 de maio de 1948, Tonquim e Aname foram parcialmente fundidas sob o Governo Central Provisório do Vietnã. Os franceses mantiveram legalmente o protetorado até que assinaram formalmente a soberania para o Bảo Đại e o Estado do Vietnã em 1950, após os Acordos de Élysée entrarem em vigor em 14 de junho de 1949.

## História

### Estabelecimento
Depois de derrotar a dinastia vietnamita Nguyễn, os franceses colonizaram o sul do Vietnã, incluindo Saigon, em 1862 e 1867. Sua soberania aqui foi reconhecida pelos vietnamitas em 1874. Mais tarde, o Vietnã Central e do Norte se tornaram os protetorados franceses de Aname e Tonquim, e a influência francesa na Península da Indochina se fortaleceu. No entanto, diferentemente de Cochinchina, esses dois territórios ainda eram legalmente partes do Vietnã. Durante a Guerra Sino-Francesa (1884–85), a parte mais ao norte do Vietnã, Tonquim (então considerada um ponto de apoio crucial no Sudeste Asiático e uma chave para o mercado chinês), foi invadida pelos franceses. Após o Tratado de Huế (1883) com o Vietnã e o Tratado de Tientsin (1885) com a dinastia chinesa Qing, todo o Vietnã foi governado pelos franceses.
Durante a administração colonial francesa, o Vietnã foi administrativamente dividido em três territórios diferentes: Tonquim (no norte), Aname (no centro) e a colônia de Cochinchina (no sul). Esses territórios eram bastante arbitrários em sua extensão geográfica, pois a grande maioria dos vietnamitas considerava seu país como uma única terra e uma pequena resistência ao domínio francês continuou pelos próximos 70 anos para alcançar um estado independente. Annam e Tonquim eram originalmente uma única entidade, a Résidence supérieure de Annam-Tonquim. Em 3 de junho de 1886, o imperador Nguyễn Đồng Khánh delegou todos os seus poderes em Tonquim a um Kinh lược sứ (經略使, equivalente a vice-rei), que agia sob supervisão francesa. Em 9 de maio de 1889, a Résidence supérieure de Annam-Tonquim foi abolida, com Annam e Tonquim sendo separadas em duas Résidences supérieures, cada uma subordinada ao governador-geral da Indochina Francesa. Em 26 de julho de 1897, o governador-geral Paul Doumer fez com que o imperador Thành Thái abolisse o cargo de Kinh lược sứ. A dinastia Nguyễn ainda reinava nominalmente sobre Tonquim; agora estava de fato sob o domínio francês direto.
Durante o domínio francês, Hanói foi nomeada capital de Tonquim e, em 1901, de toda a Indochina Francesa. As cidades de Tonquim testemunharam um desenvolvimento econômico e de infraestrutura significativo sob o domínio francês, como o desenvolvimento do porto de Haiphong e a construção da Ferrovia Trans-Indochina, ligando Hanói a Saigon. Segundo os planos econômicos franceses, as minas que produziam ouro, prata e estanho, bem como o cultivo de arroz, milho e chá, impulsionavam a economia de Tonquim. As importações incluíam arroz, produtos de ferro, farinha, vinho, ópio e produtos de algodão. A industrialização levou mais tarde à abertura de fábricas de produção de têxteis e cerâmicas para exportação por todo o Império Francês. A influência cultural francesa em Tonquim também foi significativa, pois o francês se tornou a principal língua de educação, governo, comércio e mídia, e a intensa atividade missionária católica resultou em quase 10% da população se identificando como católica na década de 1940. Edifícios importantes em Hanói também foram construídos durante o período de domínio francês, como a Ópera de Hanói e a Universidade de Tecnologia de Hanói.

### Segunda Guerra Mundial
A administração colonial francesa durou até 9 de março de 1945, durante a ocupação japonesa (1941–1945). Embora a administração francesa tenha sido permitida durante a ocupação japonesa como um governo fantoche, o Japão assumiu brevemente o controle total do Vietnã em março de 1945 sob o Império do Vietnã e Tonquim se tornou o local da Fome Vietnamita de 1945 durante este período. No final da guerra, o norte do Vietnã (incluindo Tonquim) viu uma esfera de influência da China, enquanto o sul foi brevemente ocupado pelos britânicos para que as forças francesas se reagrupassem e recuperassem o controle. Harry Truman, na Conferência de Potsdam, declarou a intenção de devolver a região ao domínio francês, um forte contraste com a forte oposição de Franklin D. Roosevelt ao colonialismo e seu compromisso de apoiar o Viet Minh. Entretanto, depois que os japoneses se retiraram do Vietnã, Ho Chi Minh proclamou o estabelecimento da República Democrática do Vietnã na Praça Ba Đình. Hanói foi mais tarde reocupada pelos franceses e o conflito entre o Việt Minh e a França eclodiu na Primeira Guerra da Indochina.

### Fim
Como os franceses procuraram estabelecer um governo coerente no Vietnã como alternativa a Ho Chi Minh, Tonquim foi incorporada em 1948 ao Governo Central Provisório do Vietnã, que foi substituído no ano seguinte pelo Estado do Vietnã, após a reunificação com a Cochinchina. Após a derrota francesa na Batalha de Dien Bien Phu, no Tonquim Ocidental, em 1954, o estado comunista do Vietnã do Norte foi formado, consistindo de Tonquim e do norte de Aname.

## Administração

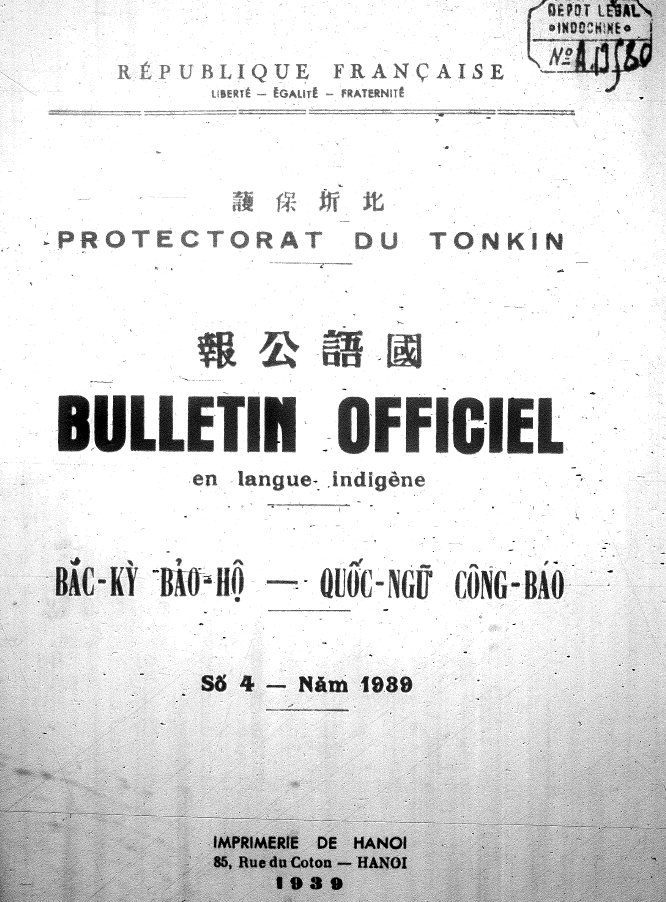
A edição em língua vietnamita de 1939 do boletim oficial do governo de Tonquim mostra a autoridade sobreposta da administração colonial francesa e do governo da dinastia Nguyễn, com leis públicas francesas e decisões oficiais, bem como declarações do imperador Bảo Đại.

Tonquim era um componente da Indochina Francesa. Era uma colônia francesa de fato, apesar de ser um protetorado no papel. A Divisão de Inteligência Naval Britânica escreveu durante a Segunda Guerra Mundial que "no início, a organização política nativa foi mantida, mas em 1897 o cargo de vice-rei, representando o rei de Annam em Tonquim, foi abolido e, desde então, outras mudanças enfraqueceram ainda mais a influência do governo nativo." Formalmente, os quatro protetorados da Indochina Francesa eram governados por seus respectivos monarcas, mas na verdade os protetorados estavam todos sob o controle próximo dos residentes franceses seniores. Como afirmou o governador-geral da Indochina Francesa, Pierre Pasquier: "O rei reina, mas o superior residente governa." O poder efectivo no protectorado estava nas mãos do superior residente, com o monarca e os altos funcionários locais a desempenharem um papel subordinado ao seu cargo.
Tonquim era administrado por um residente francês, semelhante aos de Annam, Laos e Camboja; um conselho do protetorado, composto por importantes autoridades e representantes das câmaras de agricultura e comércio, auxiliava o residente no desempenho de suas funções.
Em 31 de julho de 1898, o presidente da França, Félix Faure, emitiu um decreto que estabeleceu um banco central para toda a Indochina Francesa e que este banco definiria o orçamento federal da Indochina Francesa, no mesmo dia o presidente francês emitiu um decreto que estabeleceu um orçamento para o governo de Tonquim. Além disso, o presidente francês também decretou que o orçamento de Tonquim seria financiado por meio de impostos diretos arrecadados no território, em oposição apenas a impostos indiretos . Este decreto também significava que o tesouro da dinastia Nguyễn foi abolido e todas as finanças passaram a ser geridas directamente pelos franceses. O residente-superior era assistido por várias agências, como o Conselho do Protectorado de Tokin, a Câmara de Comércio de Tokin, a Câmara de Agricultura de Tonquim e a Câmara dos Representantes do Povo. Apesar do seu nome, a Câmara dos Representantes do Povo não foi eleita democraticamente, mas era composta por elites vietnamitas nomeadas e apenas discutia questões relacionadas com a tributação e não com a legislação.
Tonquim era composta por 23 províncias, subdivididas em phu ou huyen, cantões e comunas. A administração local estava nas mãos dos mandarins vietnamitas, embora fossem nomeados pelo residente e não pelo imperador, como em Annam. A menor unidade de administração, a comuna, era supervisionada por dois conselhos: o toc bieu e o ky muc, dominado pelos mandarins, com autoridade para vetar decisões do toc bieu. Hanói e Haiphong tinham conselhos municipais nomeados pelo governador-geral da Indochina. Cada província era chefiada por "Công sứ" (公使), um ministro residente francês, que também foi assistido por várias agências diferentes, como o Gabinete do Ministro Residente, o Conselho Provincial, etc.

## Galeria

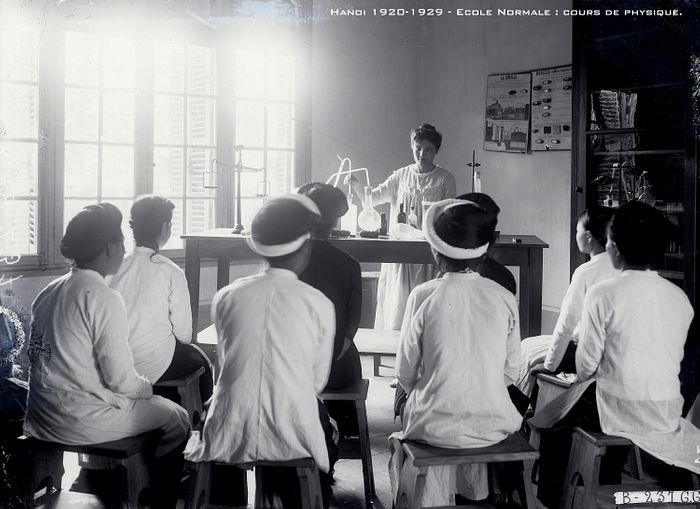
Meninas estudam química em escola colonial (Ecole Normale d'Institutrices)
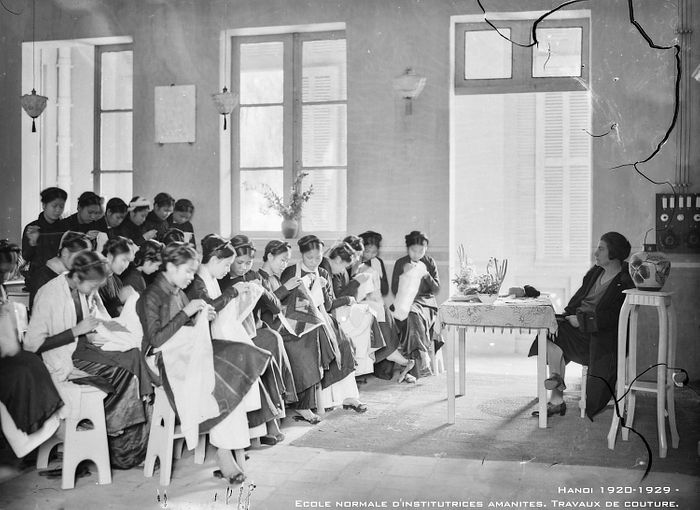
Meninas estudam costura em escola colonial (Ecole Normale d'Institutrices)
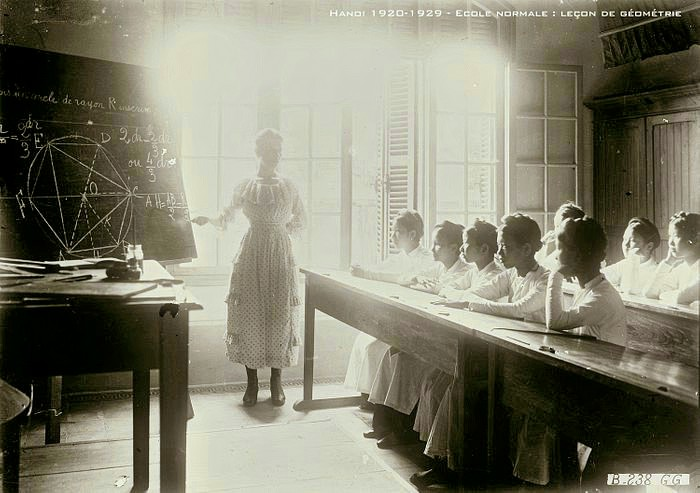
Meninas estudam matemática na escola colonial (Ecole Normale d'Institutrices)
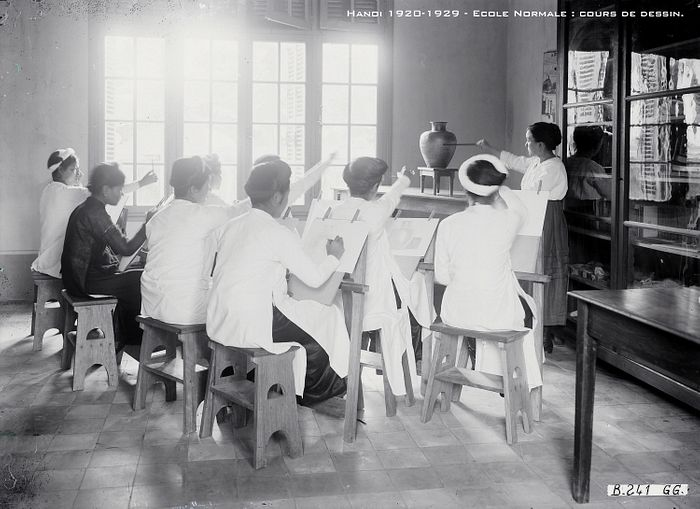
Meninas estudam desenho em escola colonial (Ecole Normale d'Institutrices)
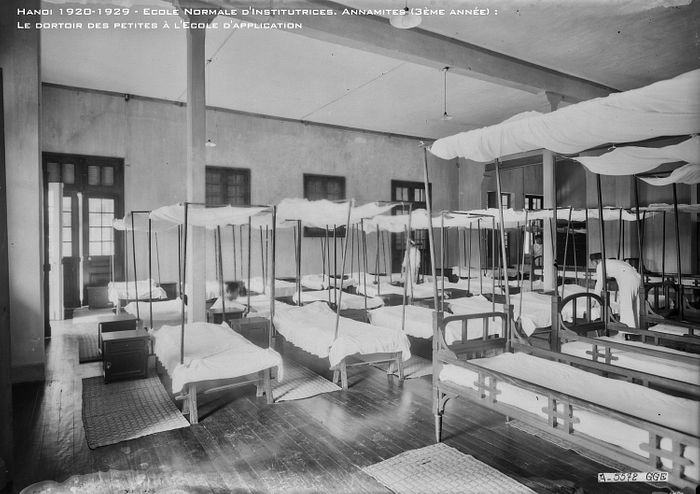
Quartos na escola
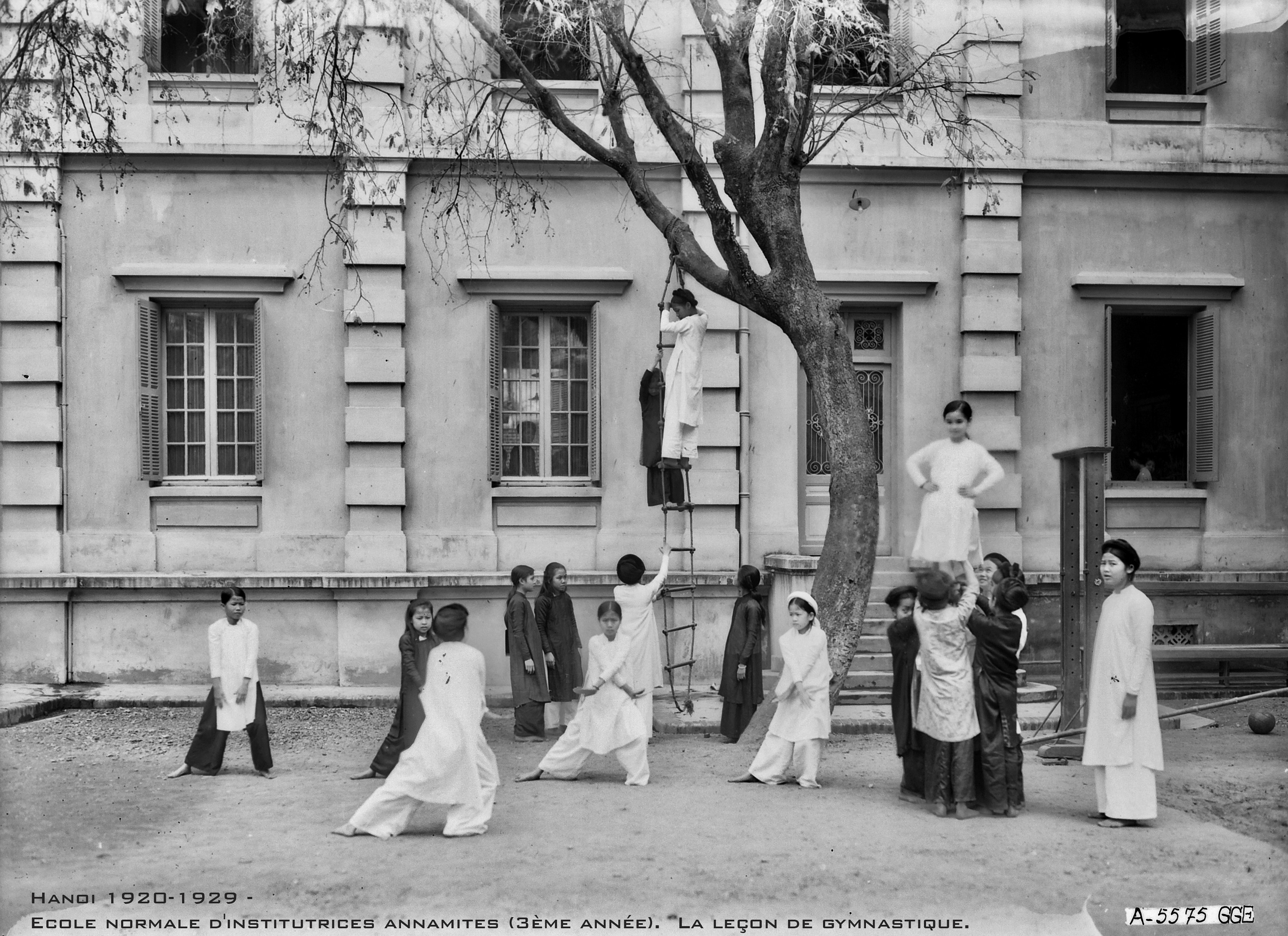
Hora de brincar
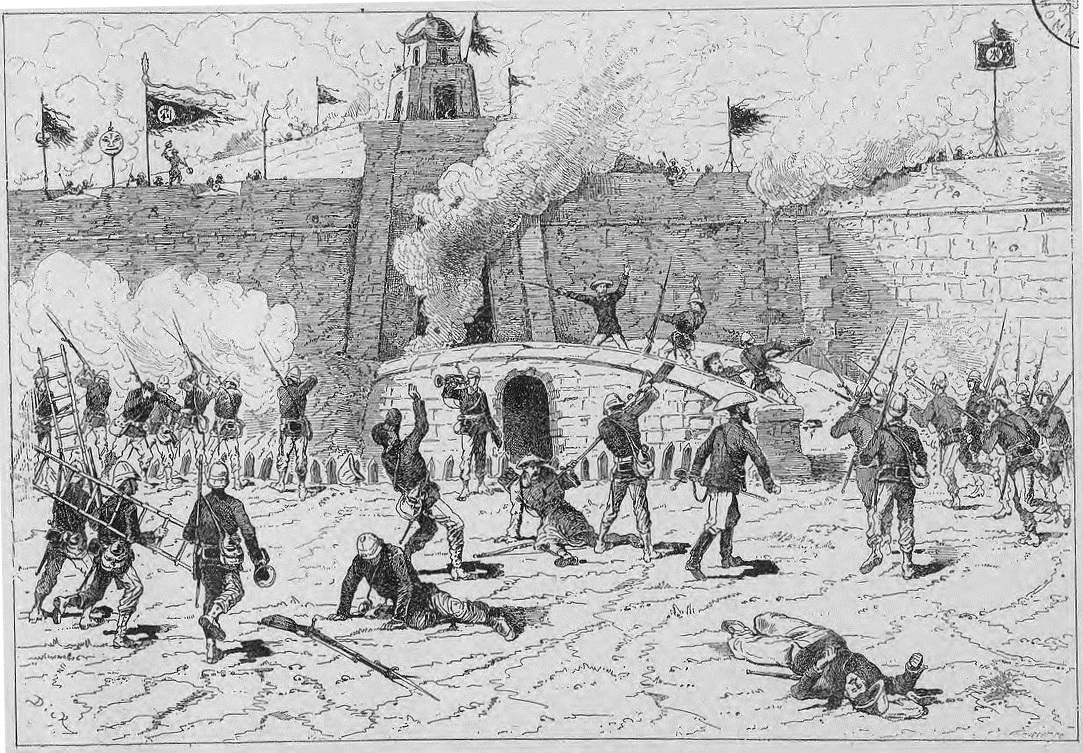
Captura de Nam Định, 1883
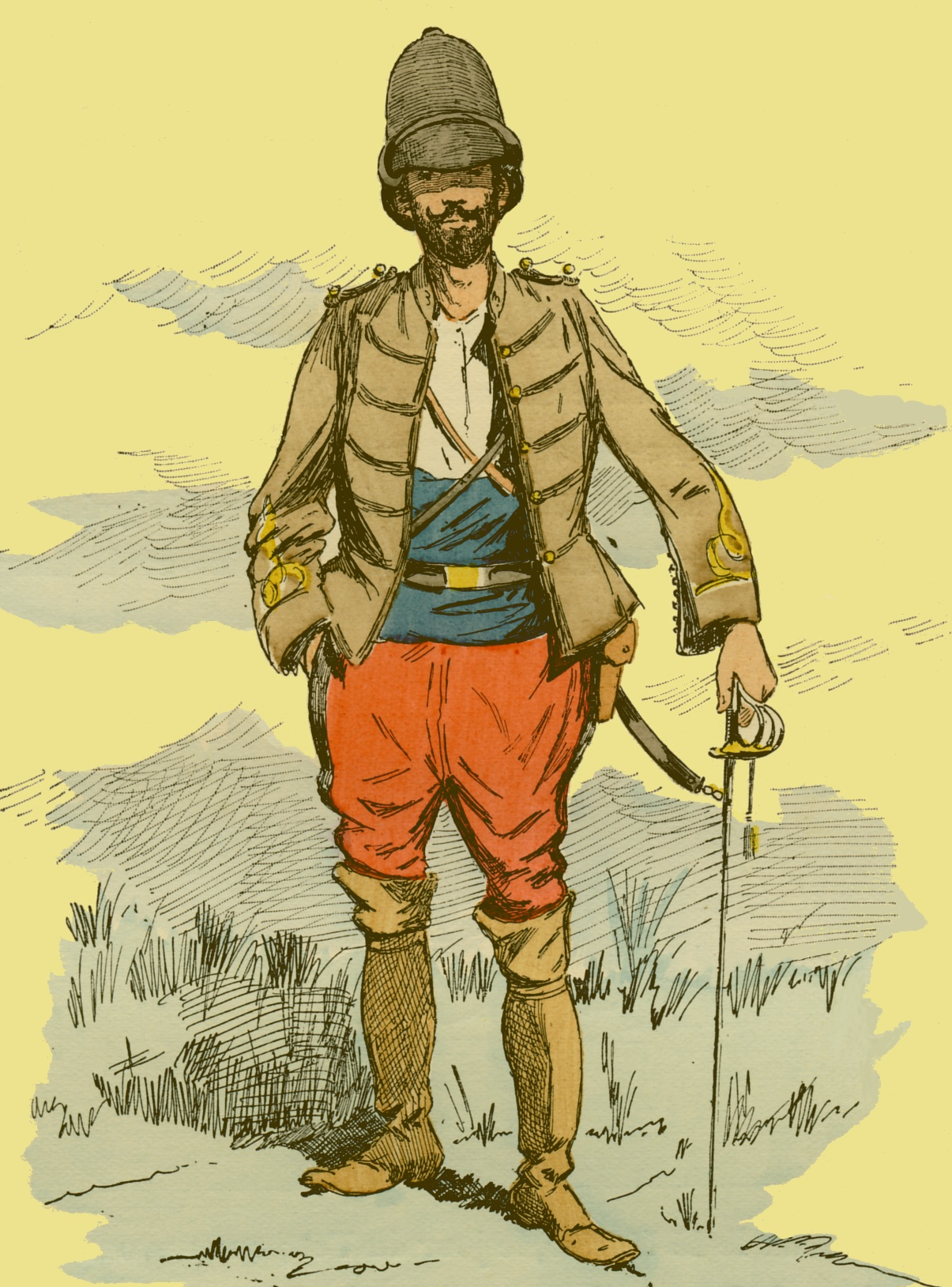
Oficial zuavo francês em Tonquim, primavera de 1885
Hanói por volta de 1910
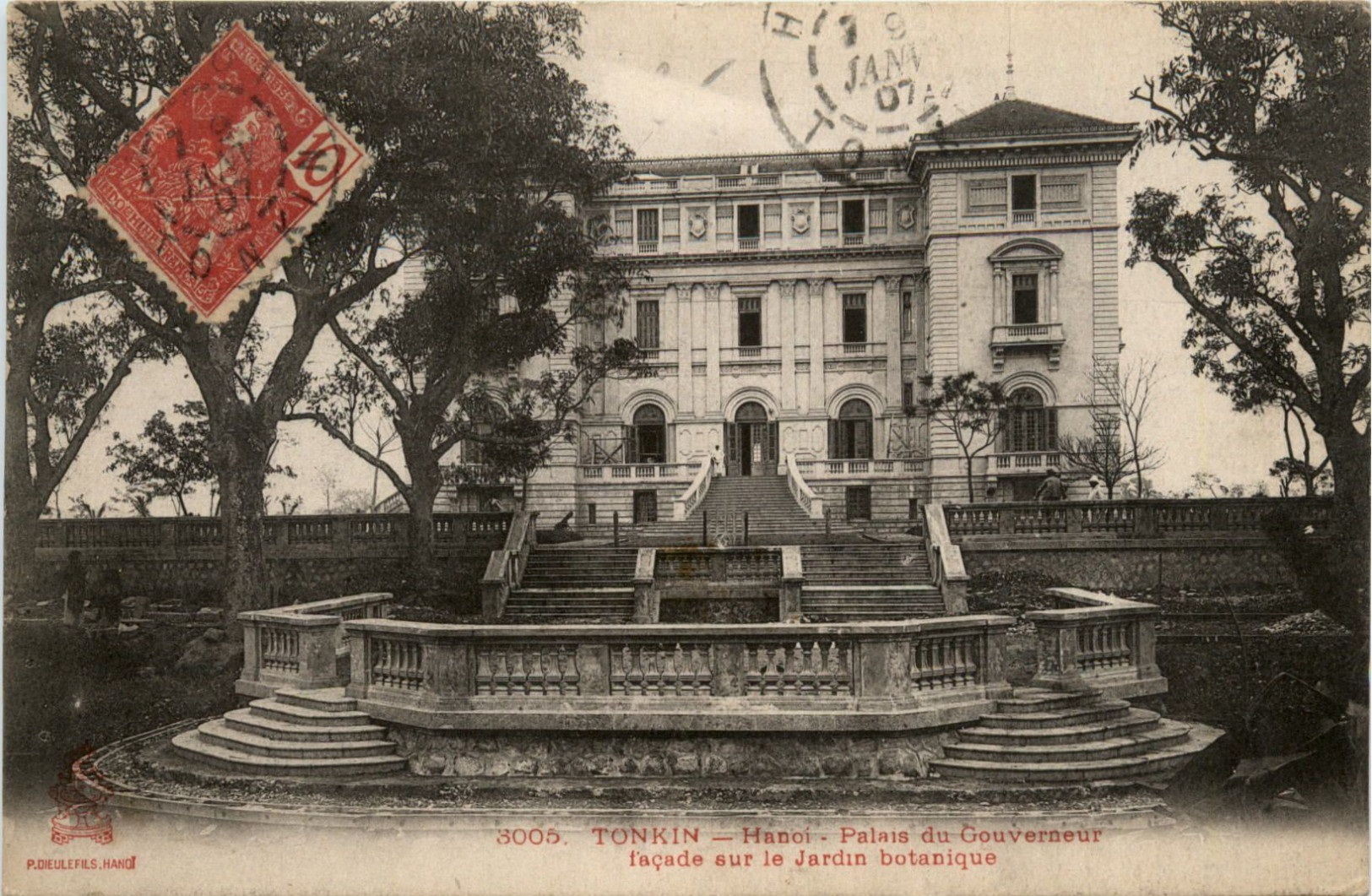
Palácio do Governador-Geral Francês em Hanói
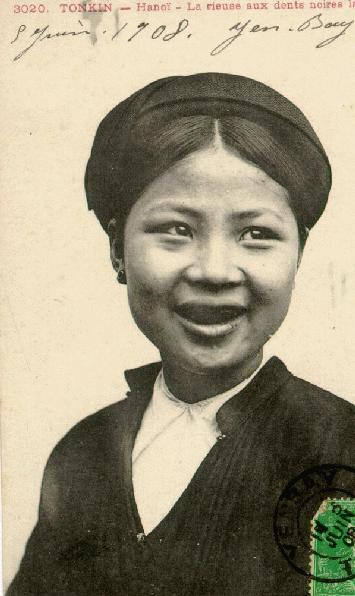
Mulher de Tonquim com dentes pintados de preto, ca. 1908

### Mapas

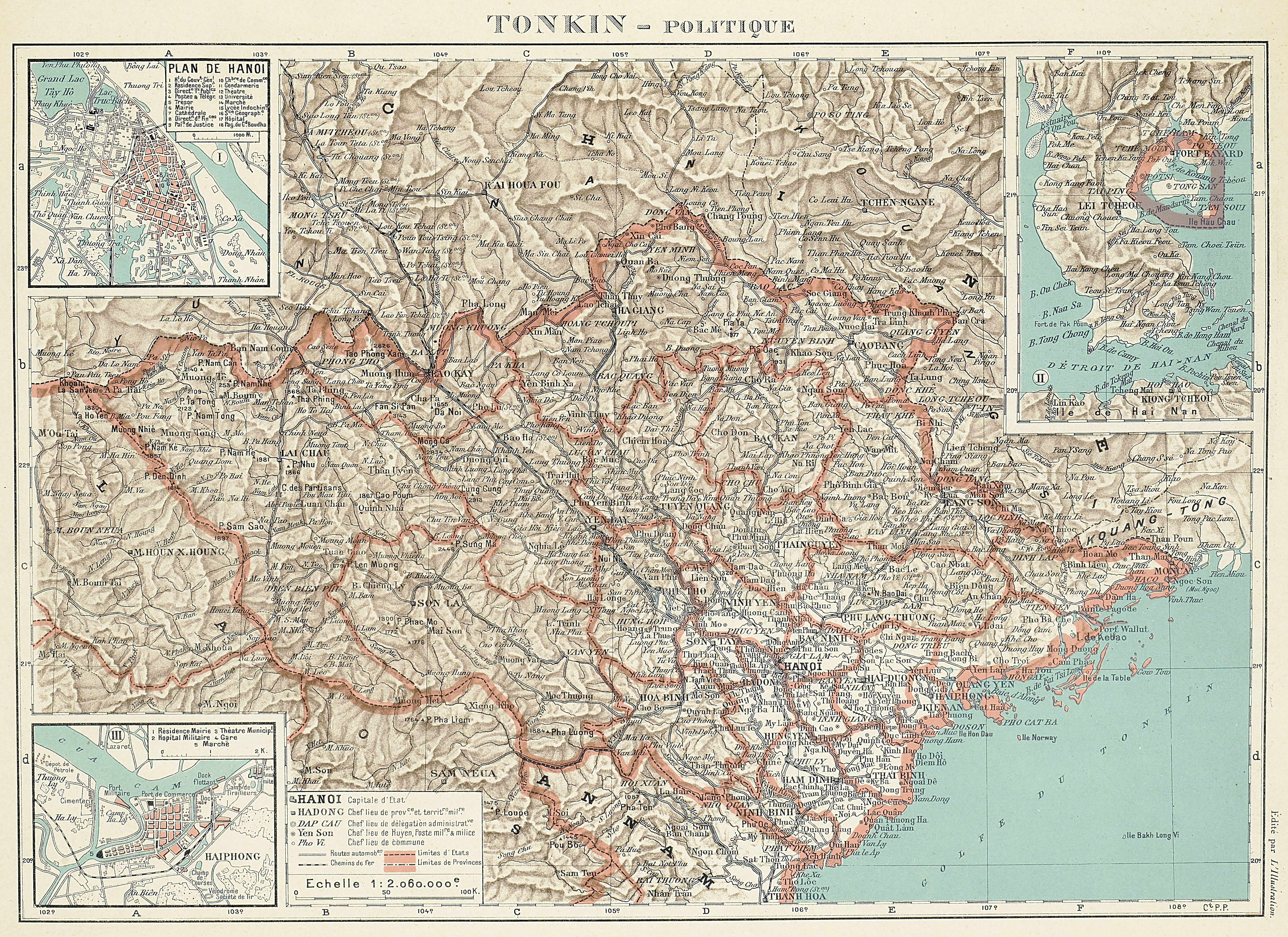
Divisões administrativas de Tonquim em 1929
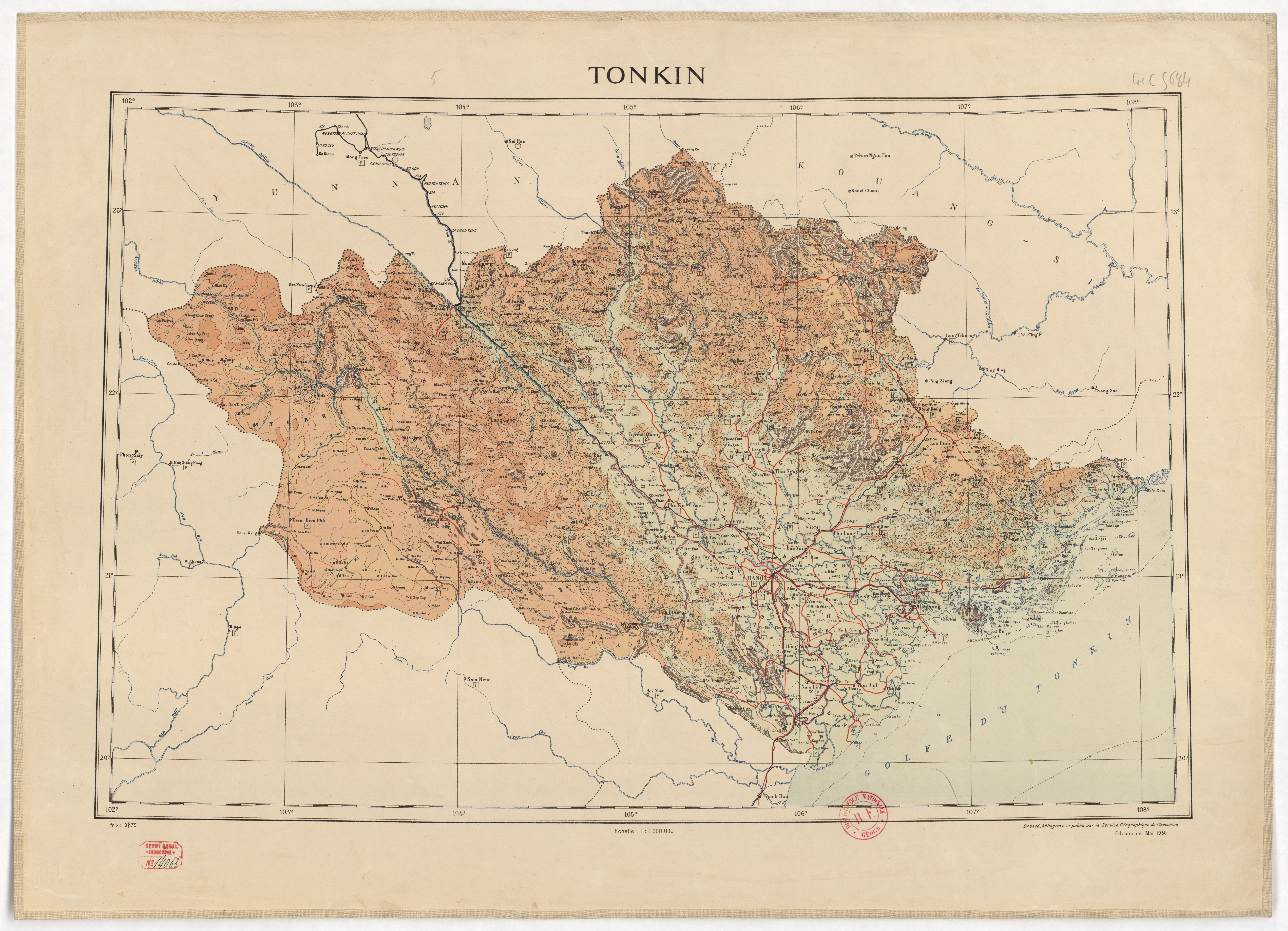
Tonquim em 1930
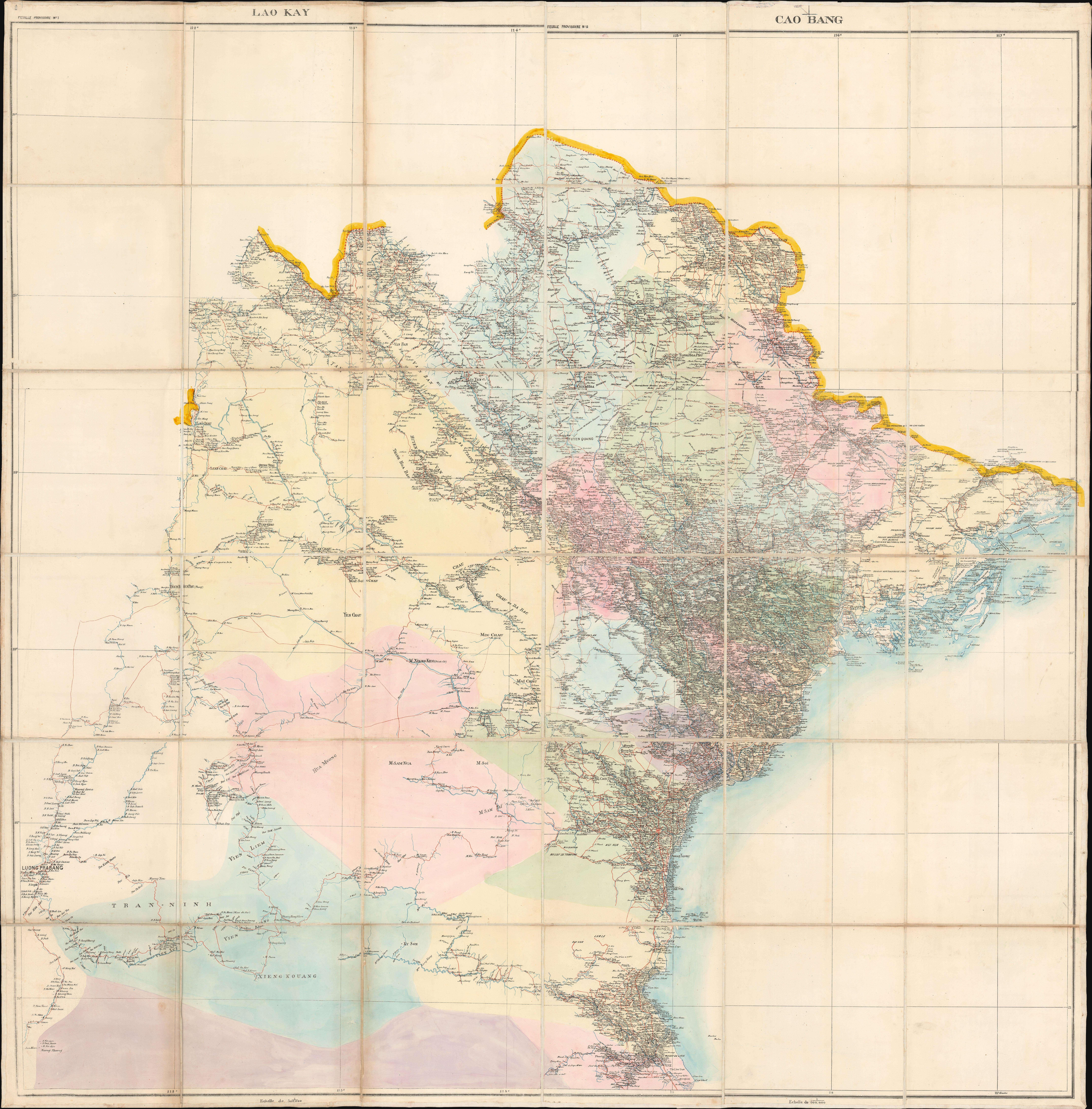
Mapa de Tonquim de 1899
Tonquim, 1889–1895
Tonquim, 1889–1895
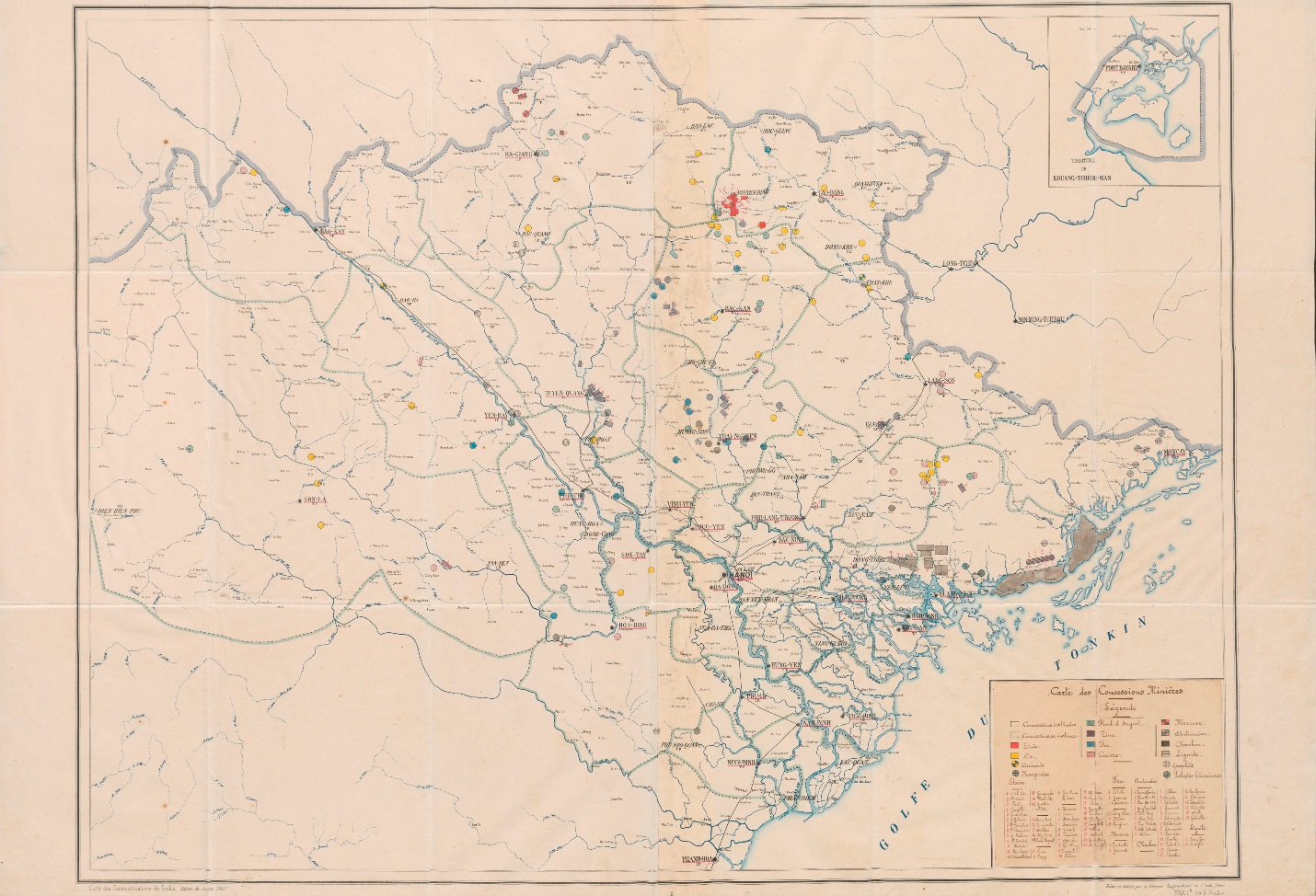
Tonquim no início dos anos 1900
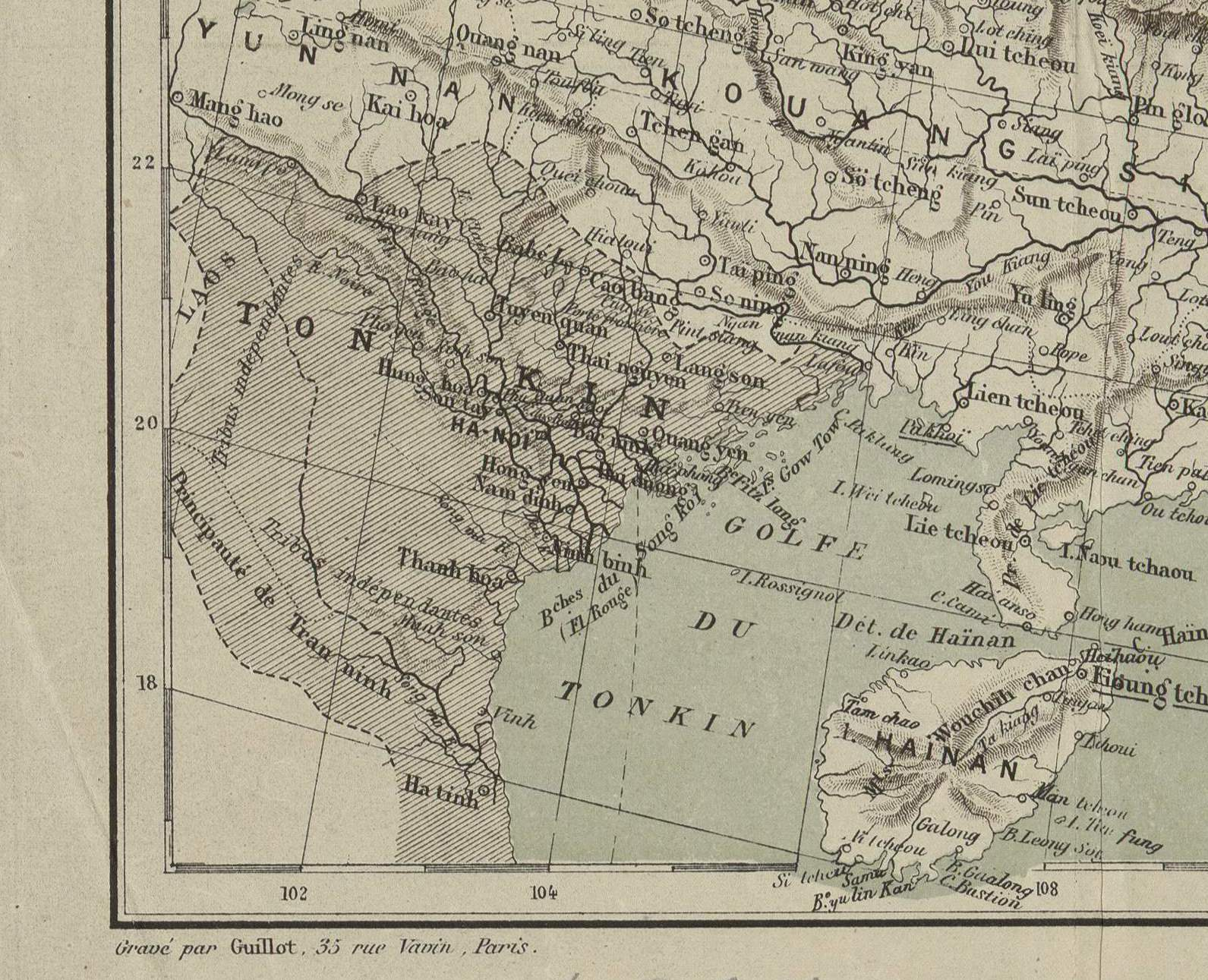
Tonquim na década de 1880
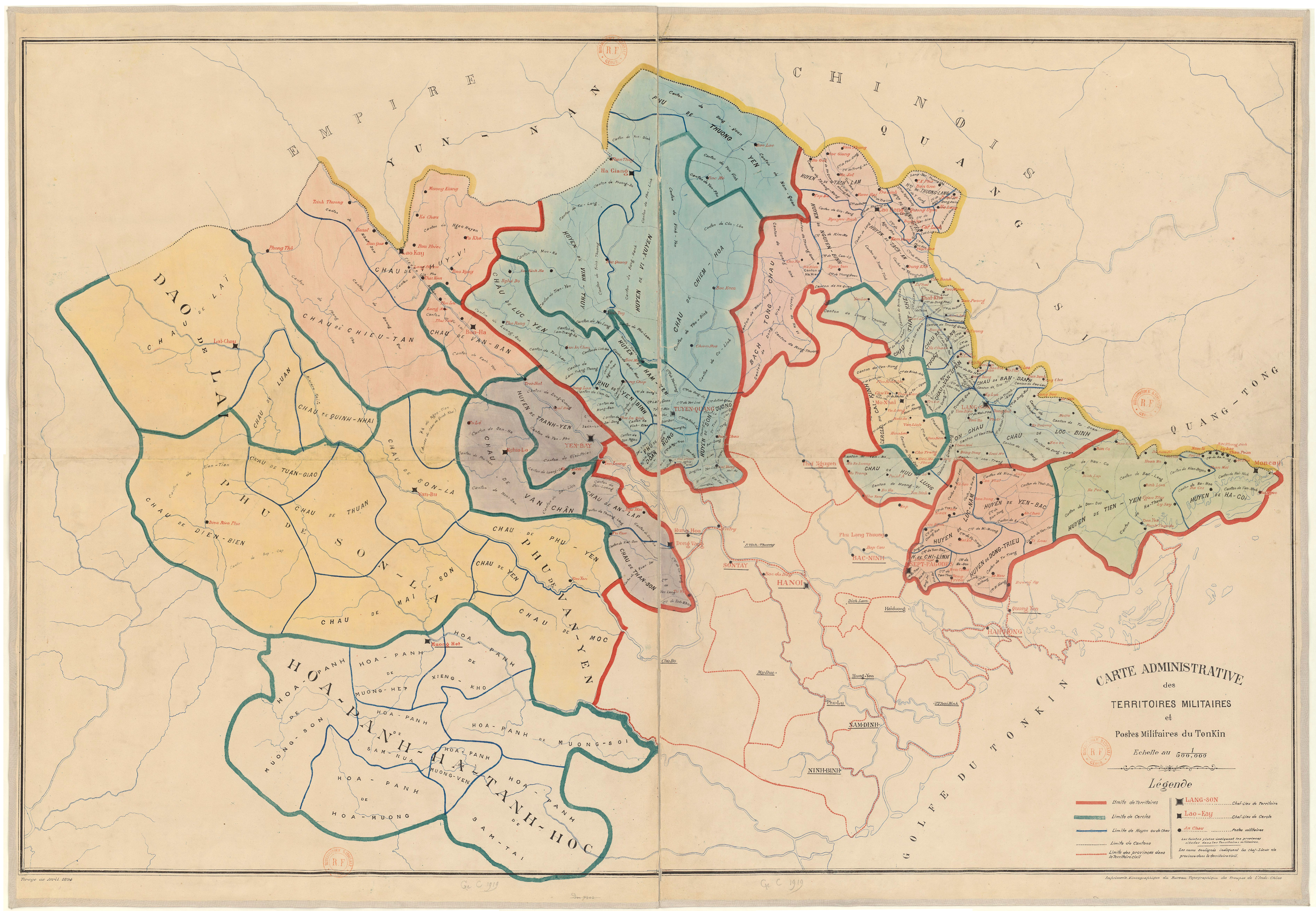
Tonquim, 1894
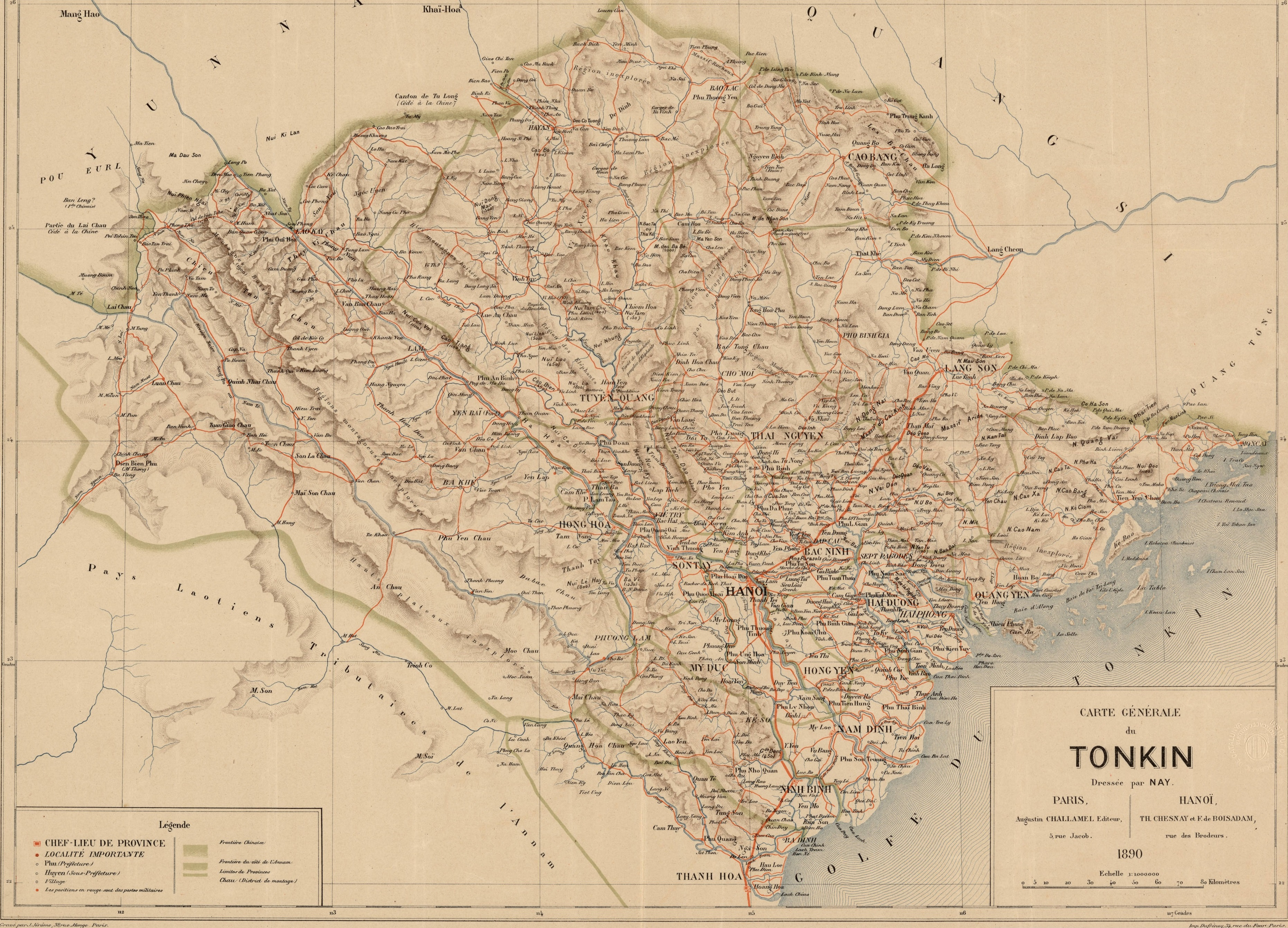
Tonquim, 1890
Tonquim, 1889
Tonquim, 1883
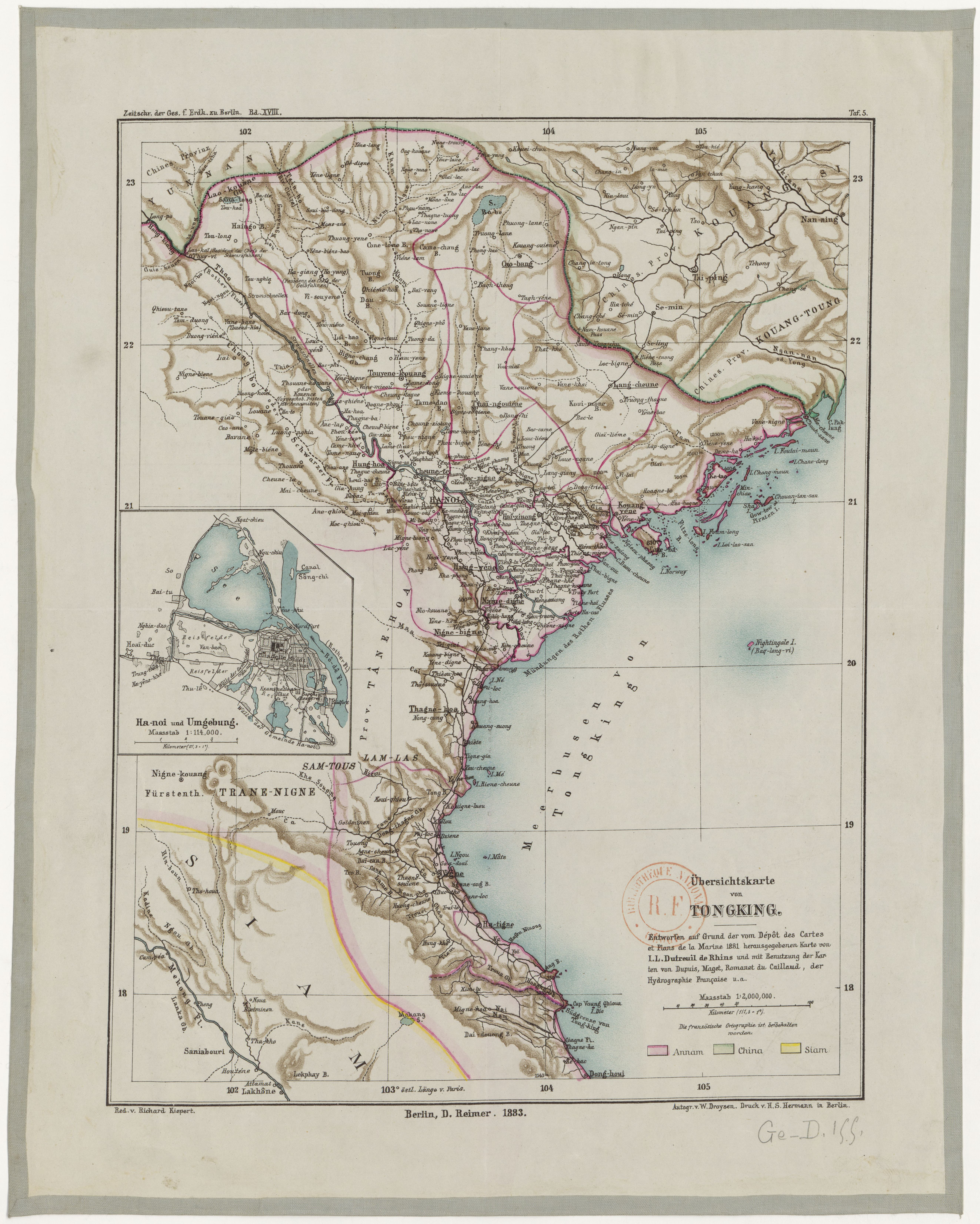
Tonquim, 1883
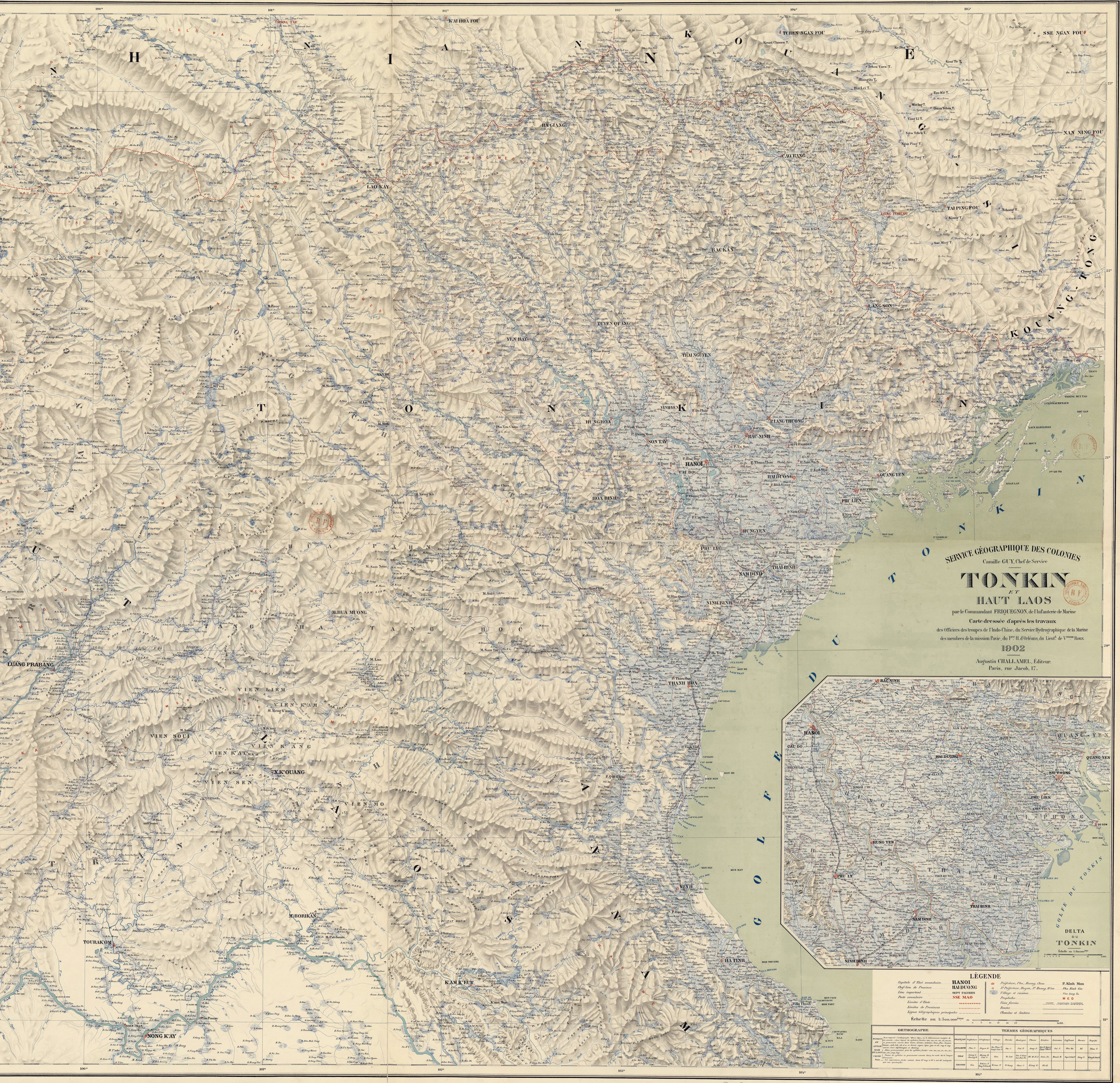
Tonquim, 1902
Tonquim, 1891